# تسوتوما یاماگوچی
تسوتوما یاماگوچی (۱۶ مارس ۱۹۱۶ - ۴ ژانویه ۲۰۱۰) از معدود بازماندگان بمباران هسته‌ای ژاپن توسط آمریکا بوده‌است که در هر دو بمباران در شهر هیروشیما و ناکازاکی که به فاصله چند روز صورت گرفت حضور داشته‌است. این انفجار صدماتی اولیه به گوش و بینایی وارد کرد و در نهایت او به سرطان مبتلاشد. در یک مستند درباره ۱۶۵ بازمانده که در هر دو انفجار هسته‌ای حضور داشتند یاماگوچی دعوت به همکاری شد این مستند در سازمان ملل به نمایش درآمد.